# Лантиоль
Лантиоль (фр. Lentiol) — коммуна во Франции, находится в регионе Рона — Альпы. Департамент коммуны — Изер. Входит в состав кантона Руабон. Округ коммуны — Гренобль.
Код INSEE коммуны — 38209. Население коммуны на 1999 год составляло 147 человек. Населённый пункт находится на высоте от 337 до 479 метров над уровнем моря. Муниципалитет расположен на расстоянии около 450 км юго-восточнее Парижа, 60 км юго-восточнее Лиона, 50 км западнее Гренобля. Мэр коммуны — Даниэль Ронжа, мандат действует на протяжении 2001—2008 гг.
Динамика населения (INSEE):